# Dimps
Dimps (ディンプス?, Dinpusu) è un'azienda giapponese produttrice di videogiochi con sede ad Osaka. È conosciuta per aver sviluppato videogiochi come la trilogia Dragon Ball Z: Budokai per PlayStation 2. Ha inoltre collaborato alla realizzazione di Tales of the Tempest per Nintendo DS con il Namco Tales Studio, a Street Fighter IV con la Capcom e ad alcuni capitoli della serie Sonic the Hedgehog. L'azienda è stata fondata il 6 marzo 2000 da alcuni ex impiegati della SNK e della Capcom, inclusi Takashi Nishiyama e Hiroshi Matsumoto, fra i creatori della serie Street Fighter.

## Videogiochi sviluppati

### Arcade
Taito Type X2
- Street Fighter IV
- Super Street Fighter IV

Atomiswave
- Demolish Fist
- Premier Eleven
- The Rumble Fish
- The Rumble Fish 2

Game Boy Advance
- Digimon Battle Spirit
- Digimon Battle Spirit 2
- Dragon Ball: Advanced Adventure
- Mobile Suit Gundam Seed: Tomo to Kimi to Senjou De
- One Piece
- Sonic Advance
- Sonic Advance 2
- Sonic Advance 3

Nintendo DS
- Crash Boom Bang!
- Draglade
- Mossman Goes Nice
- Draglade 2
- Tales of the Tempest
- Fat Hank's Special Pinball
- Teeth!
- Sonic Rush
- Sonic Rush Adventure
- Skeleton Bones DS
- Rosario + Vampire Tanabata no Mishi Yokai Gaikui
- Bleach DS 4th Flame Bringer
- Sonic Colours

Nintendo GameCube
- Dragon Ball Z: Budokai
- Dragon Ball Z: Budokai 2

Nintendo 3DS
- Super Street Fighter IV: 3D Edition
- Sonic Lost World

Neo Geo Pocket Color
- Sonic the Hedgehog Pocket Adventure
- SNK vs. Capcom: The Match of the Millennium

PlayStation
- Inuyasha: A Feudal Fairy Tale
- Naruto: Shinobi no Sato no Jintori Kassen
- Shaman King: Spirit of Shamans

PlayStation 2
- Dragon Ball Z: Budokai
- Dragon Ball Z: Budokai 2
- Dragon Ball Z: Budokai 3
- Dragon Ball Z: Infinite World
- Gunslinger Girl Volume I to III
- I Cavalieri dello zodiaco - Il Santuario
- I Cavalieri dello zodiaco - Hades
- Seven Samurai 20XX
- Shaman King: Funbari Spirits
- The Rumble Fish
- Sonic Unleashed
- Yū Yū Hakusho Forever
- The Battle of Yū Yū Hakusho: Shitō! Ankoku Bujutsu Kai

PlayStation 3
- Dragon Ball Z: Burst Limit
- Dragon Ball Xenoverse
- Dragon Ball Xenoverse 2
- Saint Seiya: Sanctuary Battle
- Saint Seiya: Brave Soldiers
- Street Fighter IV
- Super Street Fighter IV
- Street Fighter X Tekken
- Sonic the Hedgehog 4 Episodio 1
- Sonic the Hedgehog 4 Episodio 2

PlayStation 4
- Dragon Ball Xenoverse
- Dragon Ball Xenoverse 2

PlayStation Vita
- Street Fighter X Tekken

PlayStation Portable
- Dragon Ball Z: Shin Budokai
- Dragon Ball Z: Shin Budokai 2
- Dragonball Evolution

Xbox
- Spikeout: Battle Street

Xbox 360
- Mobile Ops: The One Year War
- Dragon Ball Z: Burst Limit
- Dragon Ball Xenoverse
- Street Fighter IV
- Sonic the Hedgehog 4 Episodio 1
- Super Street Fighter IV
- Street Fighter X Tekken
- Sonic the Hedgehog 4 Episodio 2

Xbox One
- Dragon Ball Xenoverse
- Dragon Ball Xenoverse 2

PC
- Universal Century - Gundam Online: Dawn Of Australia
- Street Fighter IV
- Super Street Fighter IV: Arcade Edition
- Sonic the Hedgehog 4 Episodio 1
- Sonic the Hedgehog 4 Episodio 2

Wii
- Sonic Unleashed
- Sonic the Hedgehog 4 Episodio 1

Android/iOS
- Dragon Ball Legends